# Thủy điện Za Hưng
Thủy điện Za Hưng là công trình thủy điện xây dựng trên sông A Vương tại vùng đất xã Za Hung huyện Đông Giang tỉnh Quảng Nam, Việt Nam .
Thủy điện Za Hưng có công suất 30 MW với 2 tổ máy, khởi công tháng 3/2007, hoàn thành tháng 7/2009 .

## Sông A Vương
Sông A Vương là phụ lưu của sông Bung trong hệ thống sông Thu Bồn. Sông A Vương bắt nguồn từ xã Lăng huyện Tây Giang, chảy uốn lượn về hướng đông bắc, đến xã A Vương đổi hướng đông. Sau đó hướng đông nam đến thị trấn Prao thì đổi hướng nam. Sông chảy tiếp qua xã Mà Cooih, đến xã Tà Bhing huyện Nam Giang thì đổ vào sông Bung.
Thủy điện Za Hưng ở sát thượng nguồn hồ chứa nước của thủy điện A Vương.